# Tibioplus
Tibioplus är ett släkte av spindlar som beskrevs av Chamberlain et Ivie 1947. Tibioplus ingår i familjen täckvävarspindlar.
Kladogram enligt Catalogue of Life och Dyntaxa:
| Tibioplus | \| \| grantäckvävare \| \| \| \| \| \| Tibioplus tachygynoides \| \| \| \| |
|           | \| \| grantäckvävare \| \| \| \| \| \| Tibioplus tachygynoides \| \| \| \| |
|           | grantäckvävare                                                             |
|           |                                                                            |
|           | Tibioplus tachygynoides                                                    |
|           |                                                                            |